# Hnilec
Hnilec es un municipio del distrito de Spišská Nová Ves en la región de Košice, Eslovaquia, con una población estimada a final del año 2024 de 411 habitantes.
Se encuentra ubicado al noroeste de la región, en la sierra del Alto Tatra y la cuenca hidrográfica del río Hernád, y cerca de la frontera con la región de Prešov.

## Demografía
| Año        | 1994 | 2004     | 2014     | 2024    |
| ---------- | ---- | -------- | -------- | ------- |
| Población  | 568  | 508      | 438      | 411     |
| Diferencia |      | −10,56 % | −13,77 % | −6,16 % |

| Año        | 2023 | 2024    |
| ---------- | ---- | ------- |
| Población  | 407  | 411     |
| Diferencia |      | +0,98 % |